# Songeson
Songeson település Franciaországban, Jura megyében. Lakosainak száma 72 fő (2022. január 1.). Songeson Fontenu, Chevrotaine, Doucier, Le Frasnois és Menétrux-en-Joux községekkel határos.

## Népesség
A település népessége az elmúlt években az alábbi módon változott:
| Lakosok száma | 101  | 66   | 51   | 70   | 77   | 72   | 69   | 70   | 71   | 72   |
|               | 1968 | 1982 | 1990 | 2006 | 2013 | 2015 | 2017 | 2019 | 2020 | 2022 |